# My Little Pony Tales
My Little Pony Tales (Histórias dos Pequenos Póneis (título em Portugal) ), é uma série animada estadunidense-canadense produzida pela Sunbow Productions, Big Bang Digital Studios, Graz Entertainment, AKOM e Disney Channel, e baseada na franquia My Little Pony da Hasbro, com 26 episódios. Nos EUA a série estreou no Disney Channel entre 8 de agosto de 1992 até 25 de fevereiro de 1995. Em Portugal a série estreou na RTP em 1995.

## Enredo
A série é sobre sete jovens póneis fêmeas que vivem na Poneilândia, uma sociedade de póneis antropomórficos. As póneis são: Cintilante, Doçura, Melodia, Brilhante, Remendo, Trevo e Bom Bom. Isto é um contraste com a série anterior que envolveu póneis e seres humanos. Elas vivem como seres humanos e vão para a escola, frequentam a sorveteria, participam de concursos de talentos, e até mesmo andam de patins. Algumas das póneis femininas começam gostar dos pôneis masculinos, Teddy, Ace e Lancer; elas namoram até com eles. Cada episódio apresenta uma canção original.

## Elenco e personagens
- Starlight (Cintilante) - Willow Johnson
- Sweetheart (Doçura) - Maggie Blue O'Hara
- Melody (Melodia) - Kelly Sheridan
- Bright Eyes (Brilhante) - Laura Harris
- Patch (Remendo) - Venus Terzo (episódios 1-16), Brigitta Dau (episódios 17-26)
- Clover (Trevo) - Lalainia Lindbjerg
- Bon Bon (Bom Bom) - Chiara Zanni
- Teddy - Tony Sampson
- Ace - Brad Swaile
- Lancer - Shane Meier
- Miss Hackney (Dona Isaura) - Maria Weisby

### Dobragem em Portugal
- Trevo - Clara Nogueira
- Bom Bom - Ângela Marques
- Remendo - Emília Silvestre
- Doçura - Zélia Santos
- Cintilante - Lucinda Afonso
- Melodia - Margarida Machado
- Brilhante - Glória Férias
- Dona Isaura - Paula Seabra

## Episódios
1. ? (Slumber Party)
2. ? (Too Sick to Notice)
3. ? (The Battle of the Bands)
4. ? (And The Winner Is...)
5. ? (Stand By Me)
6. ? (The Tea Party)
7. ? (The Masquerade)
8. ? (Out of Luck)
9. ? (The Play's the Thing)
10. ? (Shop Talk)
11. ? (The Impractical Joker)
12. ? (The Great Lemonade Stand Wars)
13. ? (Blue Ribbon Blues)
14. ? (Roll around the Clocks)
15. ? (Princess Problems)
16. ? (An Apple for Starlight)
17. ? (Up, up and Away)
18. ? (Sister of the Bride)
19. ? (Birds of a Feather)
20. ? (Send in the Clown)
21. ? (Happy Birthday Sweetheart)
22. ? (Gribet)
23. ? (Bon Bon's Diary)
24. ? (Just for Kicks)
25. ? (Ponies in Paradise)
26. ? (Who's Responsible)